# Совня

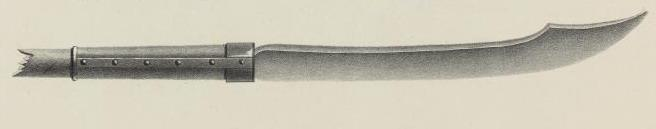
Наконечник совні

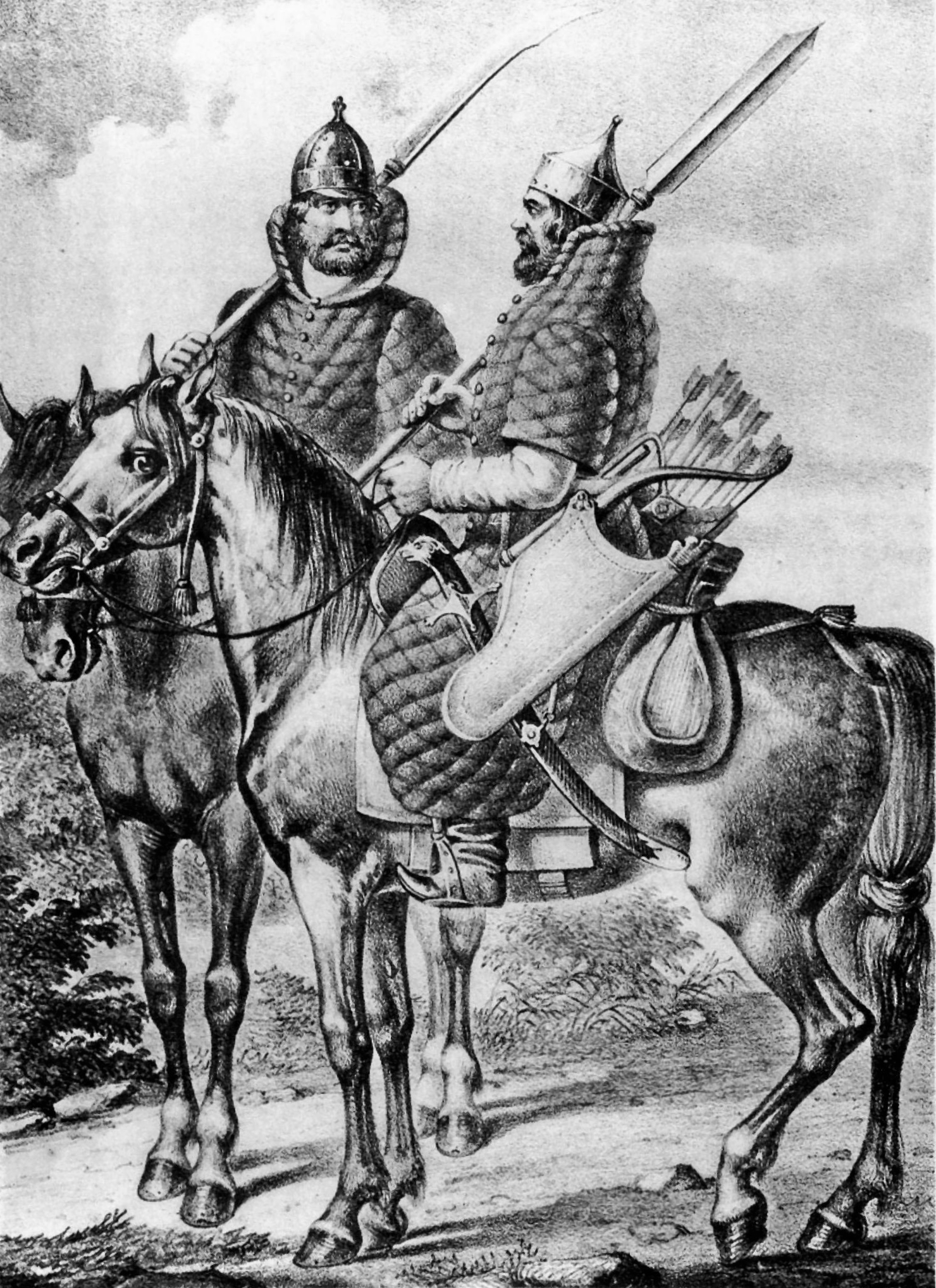
Московські вершники XVI ст., праворуч з рогатиною, ліворуч з совнею

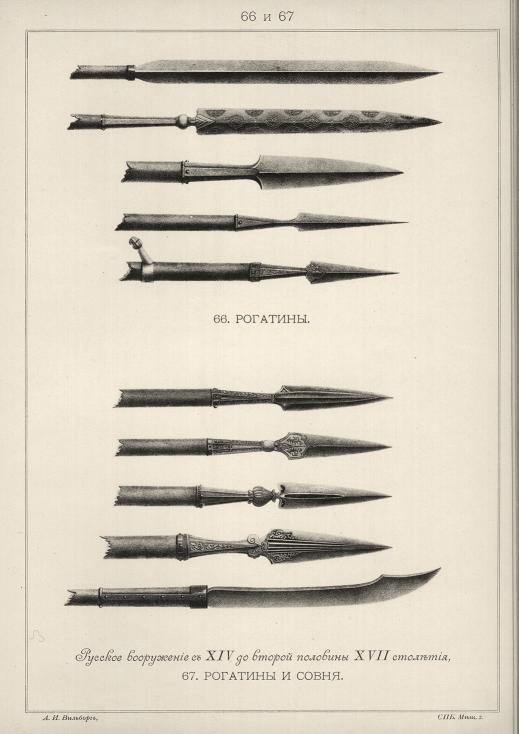
Наконечник совні (останній знизу)

Со́вня (також совна, совь) — давньоруська колюче-рубаюча древкова зброя з довгим однолезовим кривим наконечником. Близька до рогатини, аналогічна західноєвропейському фалку, китайському гуань дао, японській нагінаті і сибирській пальмі. Дещо нагадує шаблю на довгому держаку.

## Історія
Совня була поширена переважно у Східній Європі. Прийнято вважати, що совня — різновид рогатини і розвинулась з неї шляхом викривлення леза. Також існує думка, що совня походить від бойової коси. Точна дата початку уживання совні невідома. Так, згідно з одним з тлумачень Першого Новгородського літопису, совні («сові») уживались у 1234 році литовським військом: «… побѣгоша на лѣсъ, пометавше оружіє и щиты и сови и всѣ отъ себе» («і побігли (литовці) до лісу, покидавши зброю, щити і сові всі від себе»). Проте, в оригіналі слово «сови» було напівстертим, тому деякі дослідники припускають, що на увазі малися не совні, а сулиці — метальні списи. Перше зафіксоване свідоцтво існування совень належить до XVII ст. У Московії XVII ст. совня була зброєю простої піхоти, тобто уживалась аналогічно західноєвропейскій алебарді. Письмових свідоцтв, які б підтверджували застосування цієї зброї вершниками не існує, але за припущеннями деяких дослідників, вона також могла уживатись і у кінноті (малюнок з «Історичного опису одягу та озброєння російських військ» середини XIX ст. зображує московських вершників XVI ст. згідно з цією версією). Під час московсько-польської війни 1605—1618 років совня уживалася народними ополченцями. Але значного поширення ця зброя не набула, у музеях їх можна побачити нечасто. За деякими відомостями, древка прапорів також могли мати наконечник у формі совні. Так, в описі скарбів московської Збройової палати за 1865 рік міститься згадка про прапор XVII ст.: «древко фарбоване, навершя залізне, прорізний спис, совня довга і пласка, під нею вирізаний вінок, і у ньому Св. Архангел Михаїл з мечем у руці».

## Конструкція
Совня має вигляд широкого довгого наконечника (довжина 50-80 см, ширина 5-10 см) зі скошеним обухом, насадженого на ратовище понад людський зріст завдовжки. Вістря було злегка вигнуте догори, іноді під прямим кутом. Наконечник мав односічне загострення з зовнішньої крайки, міг доповнюватися гаками або шипами, наконечники совень начальницького складу могли мати отвір для кріплення хоругви. На держак наконечник насаджувався за допомогою втулки діаметром 37-40 мм. Для регулярної армії наконечники робились з високоякісної сталі, але коли вимагалась велика кількість подібної зброї для ополчення, уживалась і низьковуглецева сталь. Совнею можна було завдавати не тільки колючих і рублячих, але й різальних ран.

## Аналогічна зброя в інших країнах
- Глефа — західноєвропейська холодна зброя;
- Цзінлун яньюедао (гуань дао) — китайська холодна зброя у вигляді кривого леза на довгому держаку;
- Куза — європейська холодна зброя XV ст., різновид алебарди, схожої з косою;
- Нагіната — японська холодна зброя у вигляді кривого леза на довгому держаку;
- Пальма — сибірська холодна зброя у вигляді великого кривого ножа на держаку;
- Фалк — європейська холодна зброя, різновид алебарди з наконечником у вигляді кривого меча.